# Radiotelefono mobile integrato
Il radiotelefono mobile integrato o RTMI fu il primo sistema radiomobile introdotto in Italia (1973), integrato con la rete telefonica nazionale fissa.
L'esigenza principale era quella di coprire le aree urbane.
Il sistema prevedeva la suddivisione del territorio in zone geografiche autonome, ciascuna coperta da una stazione radio base con l'impiego di tutte le frequenze assegnate al servizio.
Tale servizio funzionava su una frequenza d'esercizio di 160 MHz e sfruttava all'epoca 32 canali bidirezionali.
Analogamente ai moderni sistemi di telefonia cellulare, il territorio era coperto da celle, ma a differenza di questi l'RTMI non permetteva di mantenere la comunicazione attiva nel passaggio da una cella all'altra.
Non era possibile ricevere direttamente chiamate, ma solo effettuarne; per comunicare da rete fissa con l'utente mobile, era necessario contattare l'operatore del servizio 119 il quale poteva far accendere una spia di segnalazione sull'apparato mobile che invitava l'utente a contattare lo stesso servizio.
Il sistema rimase attivo per circa un decennio, dopodiché venne sostituito dall'RTMS.